# Porsche 953
La Porsche 953 è un'autovettura da competizione prodotta dalla casa automobilistica tedesca Porsche nel 1984 per partecipare alla Parigi-Dakar dell'anno citato.
Era una versione notevolmente modificata della 911. La 953 ebbe vita breve, dato che venne sostituita dalla 959 già nell'anno successivo. A volte il modello è chiamato 911 4x4, dato che aveva installato un sistema a trazione integrale inizialmente concepito per la 959.

## Specifiche tecniche

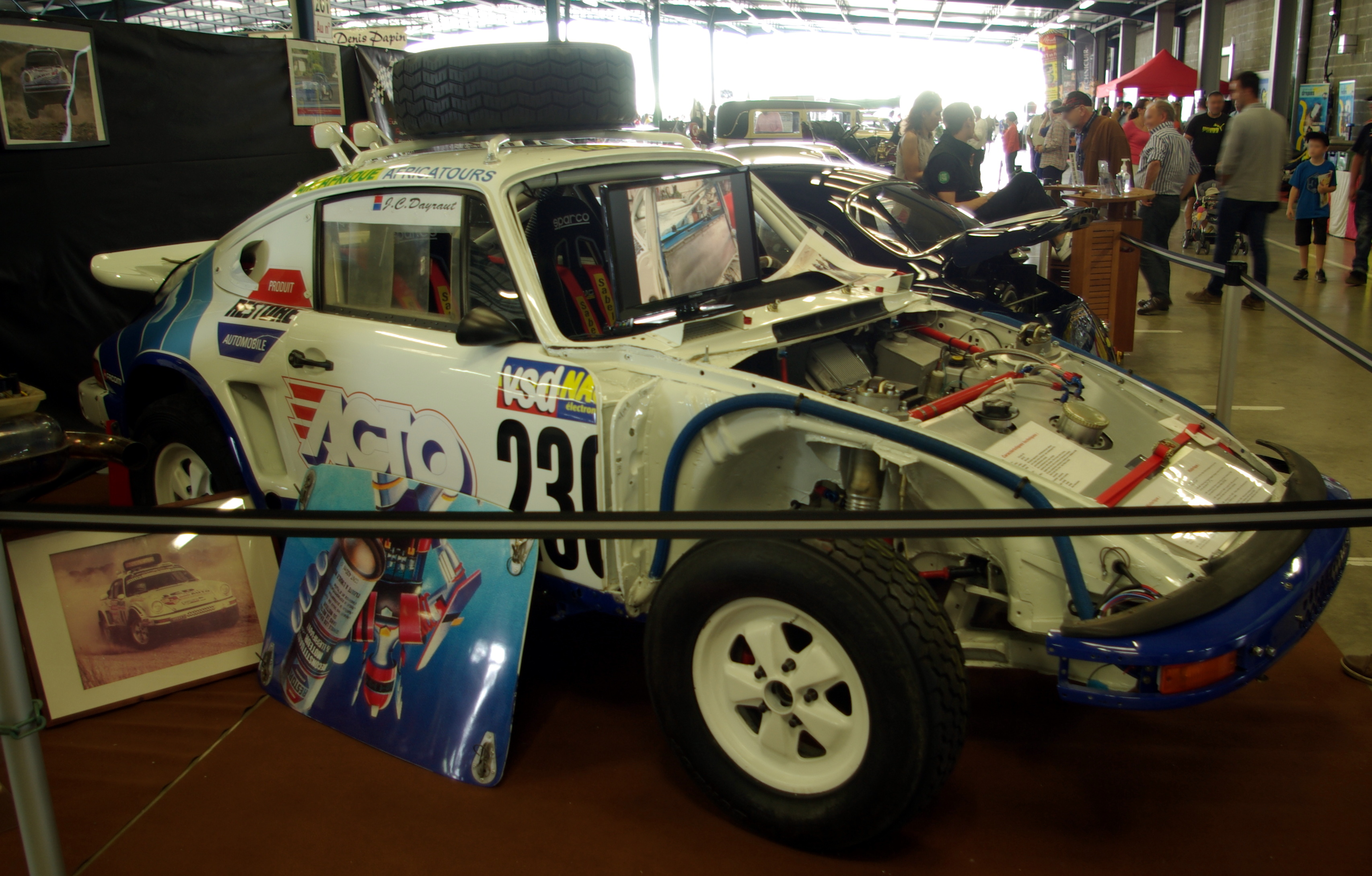
953 parzialmente smontata

La vettura, derivata dalla Porsche 911 3.2, si presenta con la scocca originale delle vettura di serie, rinforzato in più punti e dotato di Roll-bar in acciaio saldato al telaio.
Allo scopo di contenere il peso i tecnici di Stoccarda realizzarono sportelli e vetri, ad eccezione del parabrezza in policarbonato mentre, per garantire l'autonomia necessaria a coprire i lunghi tratti previsti dalle tappe della Parigi-Dakar, il serbatoio di benzina posto nel bagagliaio anteriore fu sostituito con uno di capacità 120l e, in aggiunta, ne venne installato uno supplementare da 150l posto nell'abitacolo, dietro i sedili dell'equipaggio.
Pesanti modifiche vennero apportate al comparto sospensioni che vennero rivisitate per raggiungere un'escursione di 270 mm; all'anteriore vennero installate sospensioni a doppio braccio coadiuvate da doppi ammortizzatori mentre l'assale posteriore di serie venne sostituito con uno più rigido e dotato di molle addizionali.
Il motore 6 cilindri boxer, di cilindrata totale 3164 cc, dotato di 4 valvole per cilindro comandate da doppio albero a camme, era rimasto identico a quello di serie ad eccezione di una riduzione del rapporto di compressione, resa necessaria per consentirne il funzionamento anche con le benzine di scarsa qualità che sarebbero state reperibili durante la gara, e sviluppava 300 CV.
La modifica più importante fu applicata al sistema di trazione, dalle tradizioni due ruote motrici posteriori, infatti, i tecnici della casa di Stoccarda svilupparono un'inedita trazione integrale, che sarebbe stata il prototipo di quella successivamente utilizzata per la 959, dotata di blocco del differenziale centrale inseribile manualmente e distribuzione della potenza 31:69.

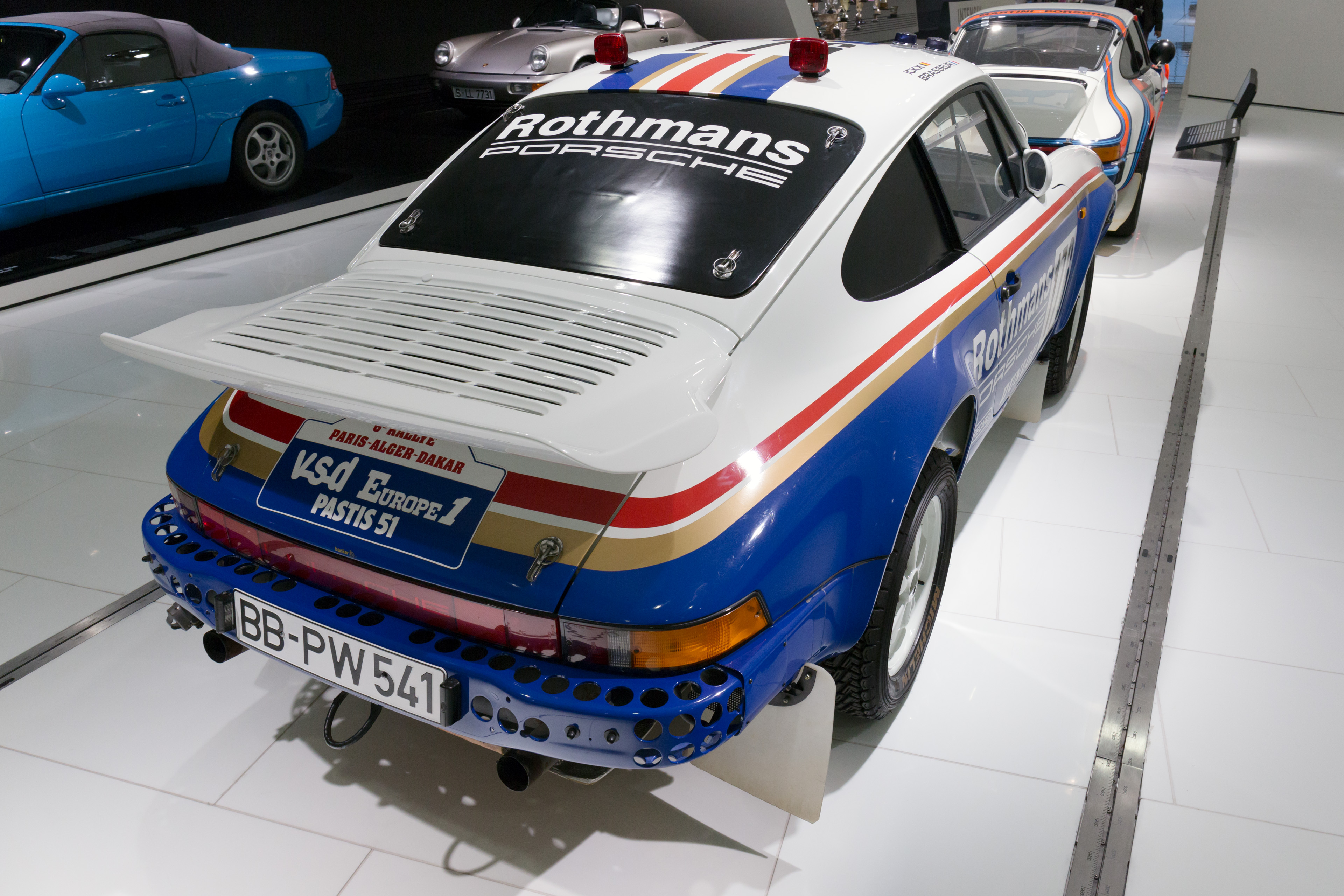
Dettaglio Posteriore

Il reparto corse Porsche allestì un totale di tre vetture in questa configurazione, esse sono identificate dai seguenti numeri di telaio: WPOZZZ91ZES100020 con targa originale BB PW 604; WPOZZZ91ZES100021 con targa originale BB PW 846; WPOZZZ91ZES100022 con targa originale BB PW 528.

## Partecipazione alla Parigi-Dakar
Lo squadrone Porsche si presentò, il 1º gennaio 1984 in Place de la Concorde, ai nastri di partenza della massacrante gara africana con tutte e 3 le vetture realizzate dal reparto corse; i 12000 km di gara, di cui 5882 di tratti cronometrati, avrebbero visto trionfare la 911 condotta da Metge conquistando la vittoria assoluta su un totale di 427 iscritti.

### Telaio WPOZZZ91ZES100020

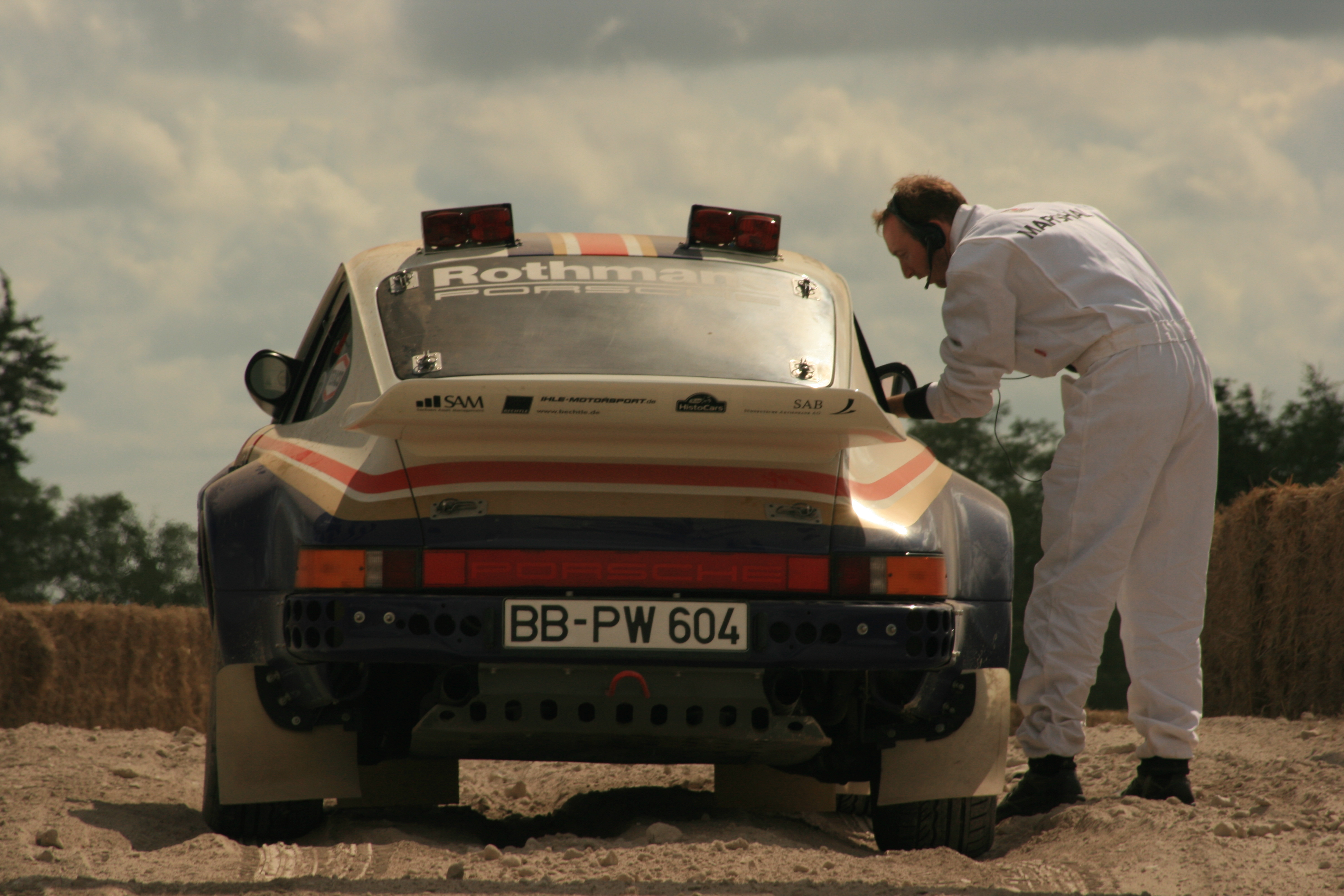
La vettura di Ikx in attesa del via

La vettura venne iscritta con numero di gara 175 e venne affidata alla coppia Jacky Ickx - Claude Brasseur.
Il pilota belga era uno dei favoriti al momento della partenza ma dovette fare i conti con alcuni inconvenienti tecnici che ne offuscarono la prestazione; dopo aver sofferto problemi all'alimentazione, dovuti a un difetto della pompa carburante, e alcune forature, infatti, fu costretto a fermarsi per un cortocircuito causato, pare, da un sasso che aveva lesionato l'impianto elettrico.
Dopo alcune ore di stop, l'arrivo del camion dell'assistenza permise di rimediare all'inconveniente permettendo alla coppia francofona di ripartire dopo essere piombati in 139ª posizione.
Nonostante il risultato finale fosse, ovviamente, pregiudicato il belga guidò in maniera impeccabile per il resto della gara inanellando 8 vittorie nei tratti cronometrati e scalando la classifica fino a conquistare il 6º posto finale.
Dopo la gara la vettura tornò in fabbrica dove venne utilizzata per lo sviluppo della 959, salvo poi ripresentarsi al via della gara africana nel 1988 dove, condotta dal forte pistard Jacques Laffite dovette ritirarsi all'inizio della quinta prova speciale poiché il camion dell'assistenza non riuscì a raggiungere l'equipaggio.

### Telaio WPOZZZ91ZES100021
La vettura venne iscritta con numero di gara 176 e venne affidata alla coppia Renè Metge - Dominic Lemoyne.
Nonostante una foratura all'inizio della terza tappa e i danni subiti a fronte dell'incidente con una mucca, che resero necessaria la sostituzione del parabrezza, il francese, che aveva già vinto l'edizione 1983, fece segnare due vittorie di prova speciale e, guidando con perizia, si attestò costantemente nelle prime 5 posizione giungendo al traguardo per primo con un tempo di 16 ore 58 minuti e 55 secondi, staccando di oltre due ore i diretti inseguitori Patrick Zaniroli - Jean Da Silva su Land Rover Range Rover.
Dopo la gara la vettura tornò in fabbrica dove venne utilizzata per lo sviluppo della 959; ridipinta in verde e sponsorizzata dallo shampoo Foltene, venne iscritta in coppia con quella di Laffite al raid del 1988 dove, condotta dal pilota di F1 Jean-Pierre Jabouille dovette ritirarsi all'inizio della quinta prova speciale per un ritardo dei mezzi di assistenza.

### Telaio WPOZZZ91ZES100022
La vettura venne iscritta con numero di gara 177 e venne affidata alla coppia Roland Kussmaul - Erich Lerner.
Kussmaul, che aveva già collaborato con Porsche per il programma safari nel 1978, venne scelto come pilota per la terza vettura iscritta, che doveva servire da assistenza tecnica veloce, al fine di poter supportare gli equipaggi in difficoltà prestando un primo supporto in attesa dell'arrivo dei due camion MAN attrezzati ad officina mobile.
Nonostante i ritardi accumulati durante le attività di assistenza e il tempo perso a causa di un cappottamento, fortunatamente senza conseguenze per l'equipaggio, la vettura, dopo essere stata anche in terza posizione in classifica generale, chiuse al 26º posto assoluto a riprova della bontà della vettura e dell'impegno dell'equipaggio.
Anche questo telaio tornò in fabbrica e venne utilizzato per lo sviluppo della 959.